# Sympycnus callidus
Sympycnus callidus är en tvåvingeart som beskrevs av Octave Parent 1932. Sympycnus callidus ingår i släktet Sympycnus och familjen styltflugor. Inga underarter finns listade i Catalogue of Life.